# Rondo des Lutins
Rondo des Lutins is een compositie van d’Ambrosio. D’Ambrosio is een van de pseudoniemen waaronder Johan Halvorsen muziek schreef. Rondo des Lutins ('Rondo van de trollen') is geschreven als muziek bij de uitvoeringen van het toneelstuk Játék a kastélyban (En komedie på slottet), een komedie van Ferenc Molnár in het Nationaltheatret in Oslo. Halvorsen gebruikte ook muziek van Johann Strauss jr. en Emmerich Kálmán om het toneelstuk met muziek op te luisteren. Dat Halvorsen het geschreven heeft, komt alleen uit de overlevering; er zijn tot 2012 geen manuscripten of partijen van teruggevonden.  